# V̋
 (février 2024).
Si vous disposez d'ouvrages ou d'articles de référence ou si vous connaissez des sites web de qualité traitant du thème abordé ici, merci de compléter l'article en donnant les références utiles à sa vérifiabilité et en les liant à la section « Notes et références ».
Cette page contient des caractères spéciaux ou non latins. S’ils s’affichent mal (▯, ?, etc.), consultez la page d’aide Unicode.
V̋ (minuscule : v̋), appelé V double accent aigu, est une lettre latine utilisé dans l’écriture du vieux norrois[réf. nécessaire].
Il s’agit de la lettre V diacritée d’un double accent aigu.

## Usage informatique
Le V double accent aigu peut être représenté avec les caractères Unicode suivants : 
- décomposé (latin de base, diacritiques) :

| formes    | représentations | chaînes de caractères | points de code | descriptions                                             |
| --------- | --------------- | --------------------- | -------------- | -------------------------------------------------------- |
| majuscule | V̋               | V◌̋                    | U+0056 U+030B  | lettre majuscule latine v diacritique double accent aigu |
| minuscule | v̋               | v◌̋                    | U+0076 U+030B  | lettre minuscule latine v diacritique double accent aigu |